# Лазурный зимородок
Лазу́рный зиморо́док, или лазурный лесной зимородок, или лазурный трёхпалый зимородок (лат. Ceyx azureus) — вид птиц из семейства зимородковых. Выделяют 7 подвидов.

## Описание
Лазурный зимородок достигает длины 17—19 см; самцы весят от 29 до 32 г, а самки немного крупнее и весят от 31 до 35 г. Половой диморфизм не выражен. Верхняя сторона тела лазурная, а нижняя сторона красно-оранжевого цвета. У него имеются белые пятна за ушами и на горле, а перед глазами также оранжевые пятна. Длинный тонкий чёрный клюв со светлой вершиной. Ноги красного цвета.

## Распространение
Область распространения лазурного зимородка охватывает северную, восточную и юго-восточную Австралию, Тасманию, Молуккские и Малые Зондские острова и Новую Гвинею. Птица обитает на реках, биллабонгах, озёрах и болотах с тенистой выступающей растительностью.

## Поведение
Лазурный зимородок охотится на рыбу и ракообразных, ныряя в воду из засады или зависая неподвижно в воздухе. Прежде чем проглотить свою добычу, он убивает её ударом о ветвь. Водных насекомых ловит в полёте. Иногда поедает лягушек.

## Размножение
Лазурный зимородок — моногамный вид, защищает свой гнездовой участок. Гнездовая нора длиной 80-120 см выкапывается в песчаной отмели. Слишком глубоко расположенные гнездовые норы могут быть разрушены при наводнении. В кладке 4—7 яиц, в Австралии обычно 5 или 6; оба родителя насиживают кладку в течение 20—22 дней; оба кормят птенцов, которые  оперяются через 21—35 дней;

## Подвиды
Международный союз орнитологов различает 7 подвидов лазурного зимородка:
- Ceyx azureus azureus (Latham, 1801) — восточная и юго-восточная Австралия;
- C. a. affinis (Gray, G. R., 1861) — северные Молуккские острова;
- C. a. diemenensis (Gould, 1846) — Тасмания;
- C. a. lessonii (Cassin, 1850) — Новая Гвинея (кроме северной части острова) и мелкие острова к западу, острова Д'Антркасто и Ару;
- C. a. ochrogaster (Reichenow, 1903) — север Новой Гвинеи, острова залива Чендравасих и острова Адмиралтейства;
- C. a. ruficollaris (Bankier, 1841) — северная Австралия, остров Танимбар;
- C. a. yamdenae (Rothschild, 1901) — Романг.